# Vzhodni Poljani
Vzhodni Poljani (ukrajinsko Поляни, latinizirano: Poljany, rusko Поляне, latinizirano: Poljane, poljsko Polanie, starovzhodnoslovansko Полѧне, latinizirano: Poljane) so bili vzhodnoslovansko pleme, od 6. do 9. stoletja naseljeno v povodju Dnepra od Ljubeča do Rodnja in spodnjih tokovih njegovih pritokov Ros, Sula, Stugna, Teterev, Irpin, Desna in Pripet. 
Zahodni Poljani so bili v zgodnjem srednjem veku zahodnoslovansko pleme, predniki Poljakov.

## Zgodovina
Ime Poljani izhaja iz slovanske besede поле (pole), ki pomeni polje. Po pisanju v Zgodovini minulih let (Prva kronika) so živeli na poljih (занеже в поле седяху). Okoli leta 862 so bili vključeni v Kijevsko Rusijo. 
Po mnenju Vikentija Hvojke (1850-1914) so Poljani najverjetneje izhajali iz tripoljsko-kukutenske kulture. Njegovega mnenja večina sodobnih arheologov in zgodovinarjev ne jemlje več resno, ker velja za "mit o etnogenezi".
Dežela Poljanov je bila na stičišču ozemelj, kjer so živela različna vzhodnoslovanska plemena, kot so Drevljani, Radimiči, Drehovičani in Severjani, med seboj povezana z vodnimi potmi. Pomembna trgovska pot od Varjagov (Vikingov) do Grkov je potekala vzdolž Dnepra skozi deželo Poljanov in povezovala Skandinavijo s Črnim morjem in Bizantinskim cesarstvom. V 9. in 10. stoletju so Poljani imeli dobro razvito poljedelstvo, živinorejo, lov, ribolov, čebelarstvo v panju in razne obrti, kot so kovaštvo, livarstvo, lončarstvo, zlatarstvo itd. Na tisoče (predpoljanskih) kurganov (gomil), ki so jih arheologi našli na ozemlju Poljanov, kaže, da bi to ozemlje lahko bilo relativno gostoto naseljeno. Poljani so živeli v majhnih družinah v delno v zemljo vkopanih hišah in nosili doma izdelana oblačila ter skromen nakit. Pred pokristjanjenjem so svoje pokojne  sežigali in nad njimi nasipali gomile, podobne kurganom. 
V 860. letih so v regijo prispeli Varjagi (Vikingi) in organizirali nekaj uspešnih vojaških pohodov proti Bizantinskemu cesarstvu. Slednje jih je na koncu premagalo in sklenilo mir z njimi, Pečenegi in Polovci. 
Kronike večkrat ugotavljajo, da so bili socialno-ekonomski odnosi v poljanskih skupnostih zelo razviti v primerjavi s sosednjimi plemeni. Leta 880 je deželo Poljanov osvojil Oleg Novgorodski. Stare kronike prištevajo Poljane med (legendarne) ustanovitelje Kijeva.
Po legendah so bila največja mesta vzhodnih Poljanov Kijev, Perejaslav, Rodnija, Višgorod, Bilhorod Kijevski (danes vas Bilohorodka ob reki Irpin) in Kaniv. V 10. stoletju je bil izraz Poljani praktično izginil. Zamenjal ga je izraz Rus. Vzhodni Poljani kot pleme so zadnjič omenjeni v kroniki leta 944.
Vzhodni Poljani so bili v delu svoje zgodovine podložniki Hazarov.

## Vir
- Turchin, Peter (2009). »A theory for formation of large empires« (PDF). Journal of Global History. Cambridge University Press. 4 (2): 191–217. doi:10.1017/S174002280900312X. S2CID 73597670. Arhivirano iz prvotnega spletišča (PDF) dne 9. marca 2024. Pridobljeno 9. marca 2024.